# 笃斯越橘
笃斯越橘（穆麟德轉寫：duksi），又名笃斯、黑豆树（大兴安岭）、都柿（小兴安岭、伊春）、甸果、地果、龙果、蛤塘果（吉林）、讷日苏（汉语拼音字母：ners）、吉厄特（通古斯语：ǰukte, d/ǰusikte, ǰiksiŋē, t/čuikte）、吾格特（鄂伦春语）、皂李子等，种加词uliginosum意为“湿地或沼泽生长的”，是杜鵑花科越橘屬的多年生灌木或小灌木植物，有“兴安小雪莲”赞誉，分布於朝鲜半岛、日本、蒙古、俄罗斯、欧洲、北美洲以及中国的黑龙江、内蒙古、吉林长白山地区，生长于海拔900米至2,300米的地区，多见於针叶林、泥炭沼泽、山地苔原和牧场，也是石楠灌丛的重要组成部分。笃斯越橘亚种或变种的分类方式繁多，但是由於不同地区的学者观点均不相同，因此笃斯越橘种下无任何被广泛承认的亚种和变种。
笃斯越橘营养丰富，药用价值高，而且比较可口，因此是一种很好的保健食品。其花青素类天然色素含量高，可调配出多种颜色，而且适於加工，可制造多种饮品、甜品和调味品等，经济价值较高。
笃斯越橘常被人們稱作中国野生蓝莓。由于笃斯越橘属湿生越橘组而非美洲蓝莓的青液果亞屬，这种叫法并不准确。

## 生态

### 分布与栖息地

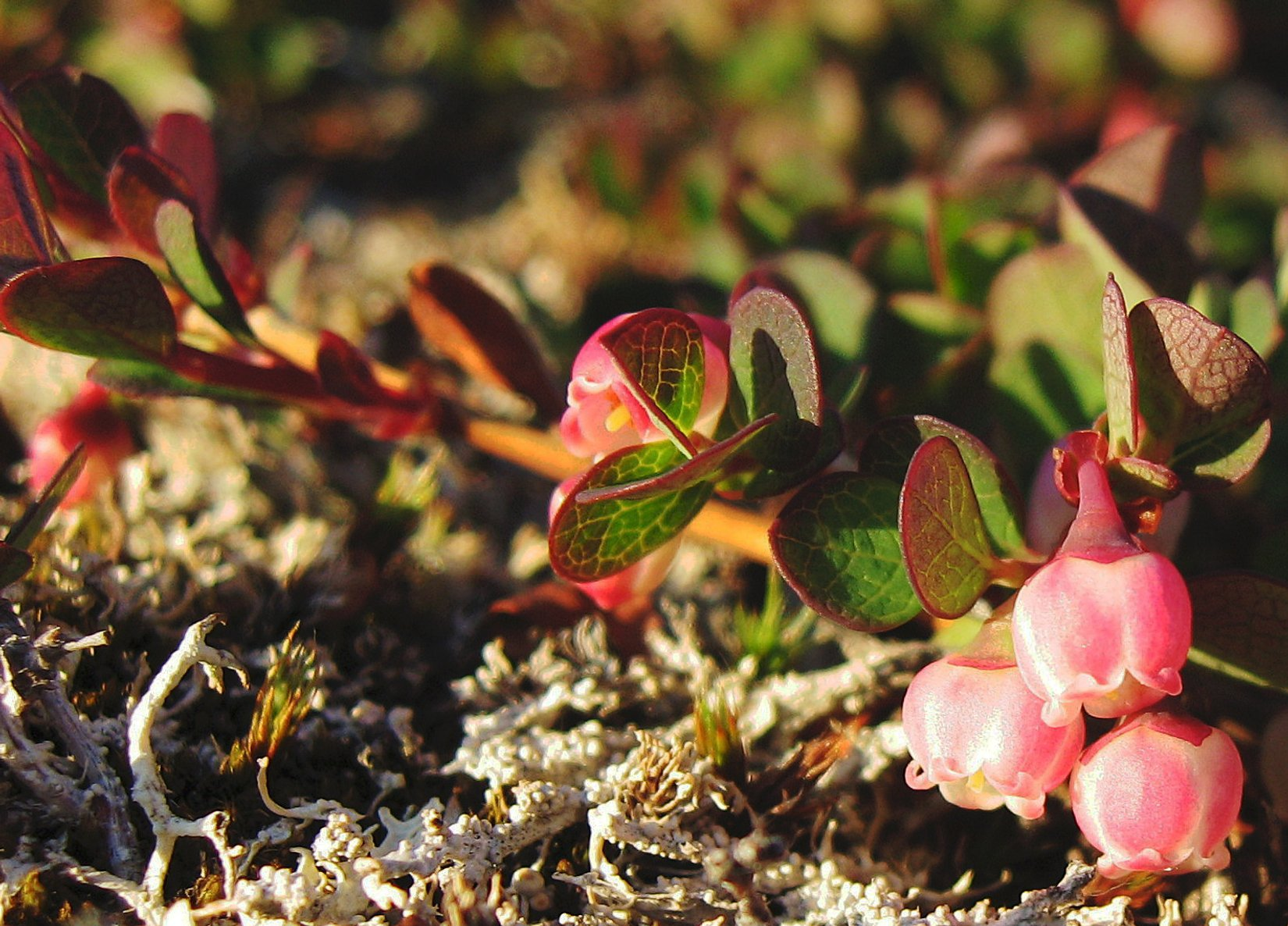
贴地生长的矮小植株

原产於北半球寒温带地区、北极低海拔地区，在亚洲，分布於西亚、高加索、西伯利亚、俄罗斯、蒙古、中国、日本和朝鲜半岛；在欧洲，分布於北欧、中欧、东欧和南欧；在北美洲，分布於加拿大、美国北部和美国南部加利福尼亚州的內華達山脈和犹他州的落基山脉。喜湿润酸性土壤，喜光耐阴，是典型的湿生植物，耐贫瘠土壤，耐强酸性土壤，多见於石楠灌丛、高沼地、苔原以及针叶林下层，常与薹草、白桦、柴桦、油桦、桤木、胡枝子、杜香、落叶松、地榆、金露梅、越橘和蔓越莓等植物共生，其中桦、桤木、胡枝子等有固氮作用的植物在酸度较低的沼泽中为笃斯越橘提供了大量氮素，使植物生长得更为茁壮。

### 生境
笃斯越橘极为耐寒，在−45－−50℃的环境下亦能安然越冬，夏季需20℃以下的凉爽环境。笃斯越橘所生活的沼泽可抑制其蒸腾作用，这使其具有较强的保水性能。雪被在冬季可以保温，抑制植株的蒸腾作用，减少和缓解土壤冻结造成的冻害，积蓄水分，还能凝聚空气中的尘埃，形成精细肥沃的土壤，因此雪被在笃斯越橘的生长中扮演了极为重要的角色。而枯枝落叶则为笃斯越橘提供了充足的水分，因为这些枯枝落叶可以防止水分的蒸发和流失，同时也保证了较为稳定的土壤温度。枯枝落叶还能促进真菌的生长，这样其本身和其他有机物被真菌分解，就为笃斯越橘增加了大量肥料。

## 特征

### 茎叶

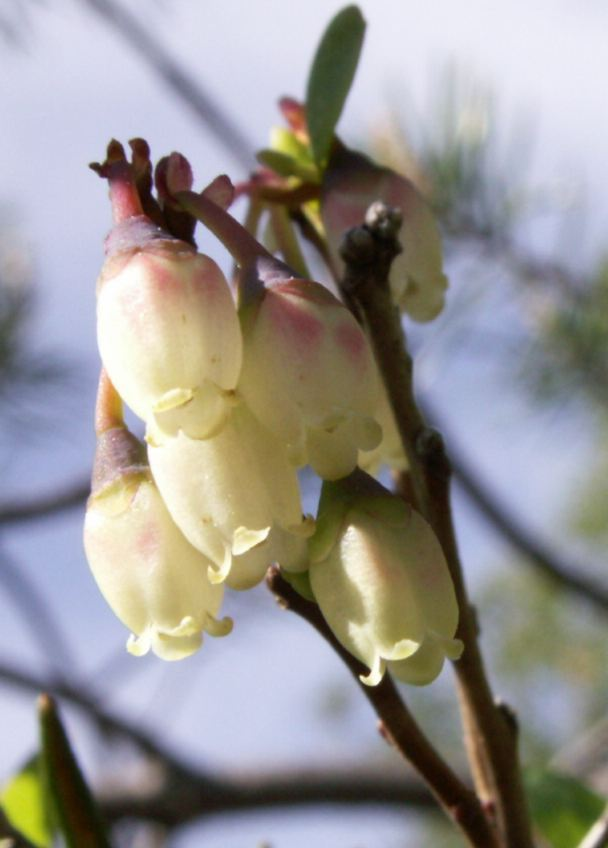
花序

小型落叶灌木，株高10－75厘米，偶有个体可达1米高，山地生长者一般为10－15厘米高。多分枝，枝纤细，幼枝被微柔毛，老枝无毛，茎紫褐色。叶互生，分散，纸质，倒卵圆形或长圆形，长0.4－3厘米，宽0.2－1.5厘米，蓝绿色，全缘，先端钝圆，基部宽楔形或楔形，两侧各有一腺点，正面近无毛，背面被微柔毛，密布白色纤细网状叶脉，正面平坦，背面突起，叶柄短，长1－2毫米，被微柔毛。

### 花被
花梗长5－10毫米，顶部与萼筒间无关节，底部有小苞片2枚，长1.5－2.5毫米，早落，苞片着生处具关节；萼筒无毛，萼齿4－5枚，三角卵形，长约1毫米；花下垂，生於老枝先端叶腋，1－3朵簇生，叢生花序，杯状体无毛，长约0.8毫米，花冠倒坛形，绿白色，基部淡粉色，新生花为粉红色，长4－6毫米，4－5浅裂，花期6月。笃斯越橘花朵不会昼开夜合或是上下运动，而且花朵到授粉结实後才会脱落，从不在此之前凋谢。

### 花蕊
雄蕊10枚，略短於花冠，花柱无毛，柱头小，子房下位，花药中下部较宽，为4个小孢子囊，同侧两个药室汇合成细长管形，花药室背部有2距，每一花药远轴面与花丝交接处具有一对芒状长角，花药顶部延长形成2直立小管，小管略短於花距，成熟花药孔裂，花粉由顶端2孔释散出。笃斯越橘的花药和花粉形态较为特别，花药表皮细胞向外形成乳突状，且具明显角质层，成熟後只存有一层表皮细胞，而花药背部具有2枚长角，对花粉散出起动力作用；花粉四分孢子形成後直至散粉彼此都不会分离，属於复合花粉。其配子体发育与生殖细胞产生位置均为离心方向，是复合花粉配子体类型之一，与此相似的物种有越橘。

### 果实

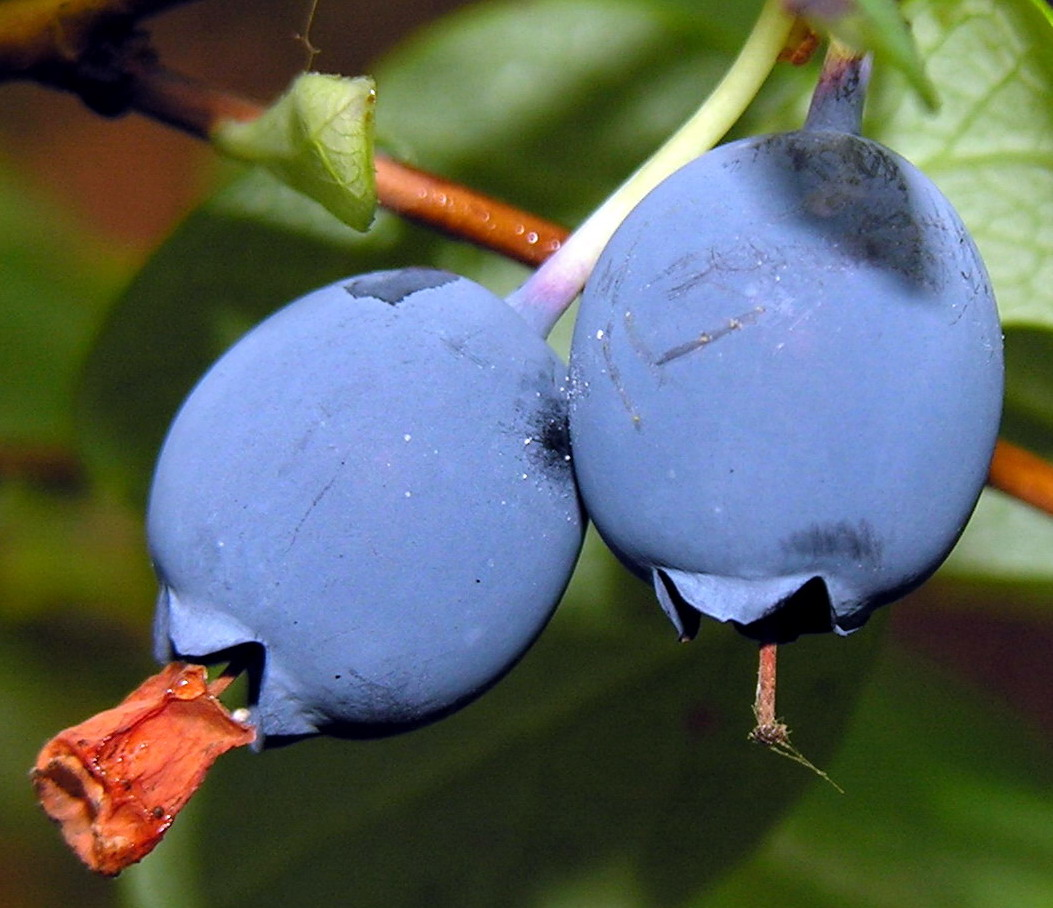
果实和凋谢的花

果实一般为蓝紫色或蓝黑色浆果，也有白色果实存在，4－5室，近球形，被白粉，直径4－10毫米，大者可达20毫米，平均重约0.5克，大者可达2.5克，最大者可达3.5－5.0克，果期7－8月。果肉有芳香气味，略带白色，夏末成熟，可食，味道酸甜，富含花青素，营养丰富，可酿酒、制果汁、果酱和食醋等。每个浆果内含种子5－17枚，种子棕红色，微小，肾形或卵形，两头尖，放大镜下可观察到种皮表面有角质纵条纹，长1－3毫米，直径0.2－1.5毫米，千粒重仅为0.25－0.33克。染色体数2n=24或48，为二倍体或四倍体。

### 微观结构
笃斯越橘叶片上表皮细胞大，角质层较薄，生有单细胞表皮毛，无气孔，下表皮细胞小，气孔密度大；叶肉栅栏薄壁组织少於海绵薄壁组织，海绵薄壁组织细胞间具发达的细胞间隙，这表明其喜光的特性和气体交换系统的发达，而其发达的气体交换系统使其能很好的适应沼泽环境。笃斯越橘根中的导管分子穿孔板较有特点，包含多种类型，次生木质部中存在网孔穿孔板、梯状穿孔板和单穿孔板。笃斯越橘的花有利於昆虫在内活动，而且花粉表面粗糙，易被昆虫携带，因此笃斯越橘是一种很好的蜜源植物。雌蕊先於雄蕊成熟，且高於雄蕊，这样异花授粉的几率就大大增加，因此其自身结构可以很好地避免自花授粉。

## 用途

### 保健

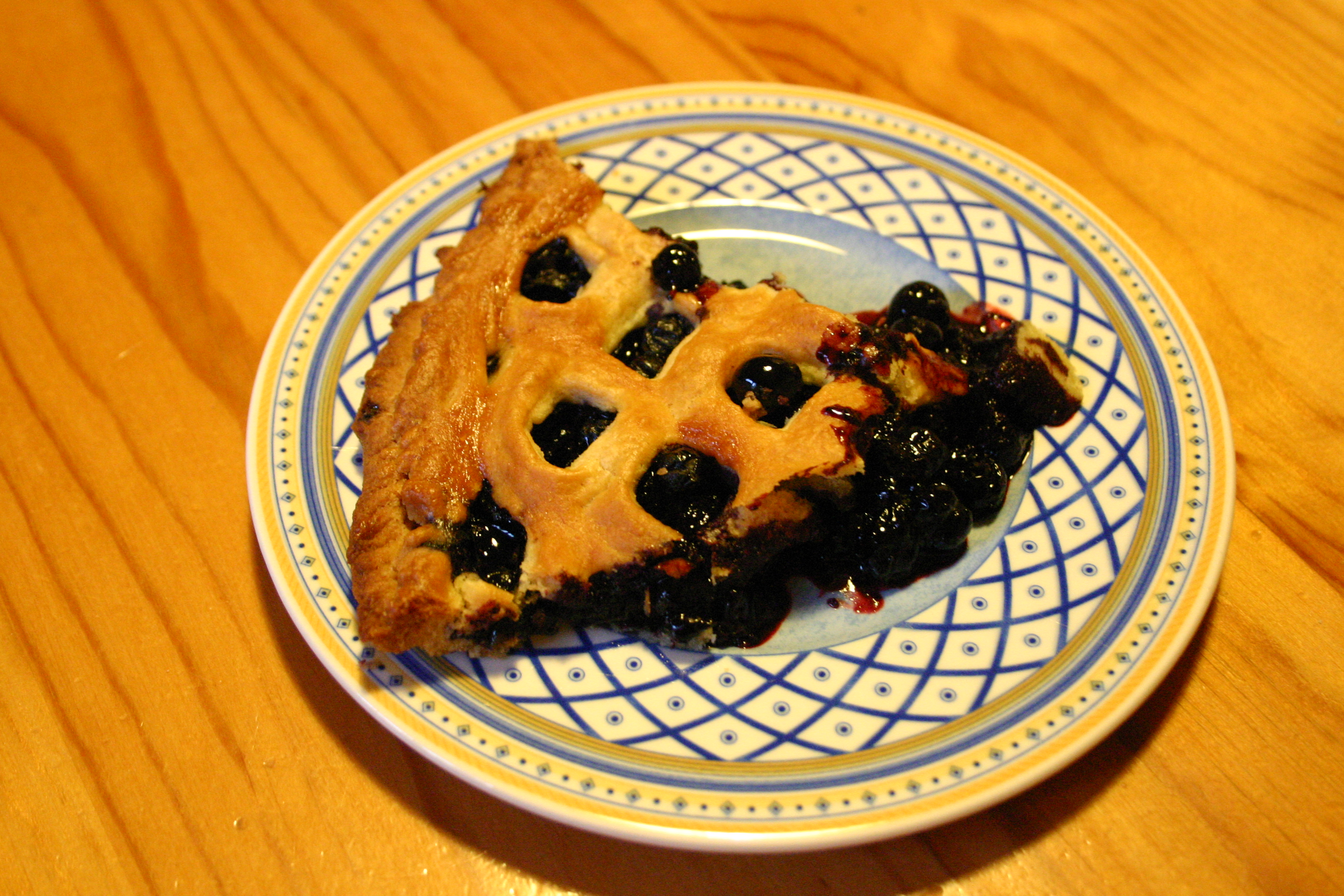
笃斯越橘馅饼

笃斯越橘含有多种丰富的氨基酸、微量元素、花青素（主要成分为矢车菊色素-3-半乳糖苷、芍药色素-3-半乳糖苷、矢车菊色素-3-葡萄糖苷）和花色苷以及儿茶酸等多酚类物质，其中笃斯越橘花青素抗氧化性很强，对眼科和心脑血管疾病有较好的疗效，能起到美容保健等多种功效；维生素含量一般，但维生素E和吡哆醇（维生素B6）含量相对高；黄酮类物质占干重的0.5%，这类物质有降血压、软化血管、防止动脉硬化、降血糖、减少胆固醇积累等功效，而且果汁对於致癌物质亚硝胺具有分解能力；叶及果实有收敛、清热等功效，入药可健胃消食、止腹泻。笃斯越橘还可用於治疗淋毒性尿道炎、膀胱炎等病症，其含有丰富的铜、铁、锌、锰、钙、镁元素；锰元素有助於治疗肾病，而且锰元素的含量高於铜元素，这有助於抗衰老；锌有助於治疗慢性肾病，如尿毒症病人补锌後可缓解病情，而笃斯越橘的锌含量达到81.7微克/克，因此有助於肾病治疗。笃斯越橘和欧洲越橘可用於治疗可抑制氧化应激诱导的神经细胞凋亡，可很好的保护神经细胞，而且笃斯越橘的保护效果优於欧洲越橘。
笃斯越橘叶的营养成分与果实类似，可作为保健茶叶开发利用。民间常用笃斯越橘的根茎叶煎汁作轻度泻剂，或干制磨粉外敷伤口。

### 加工

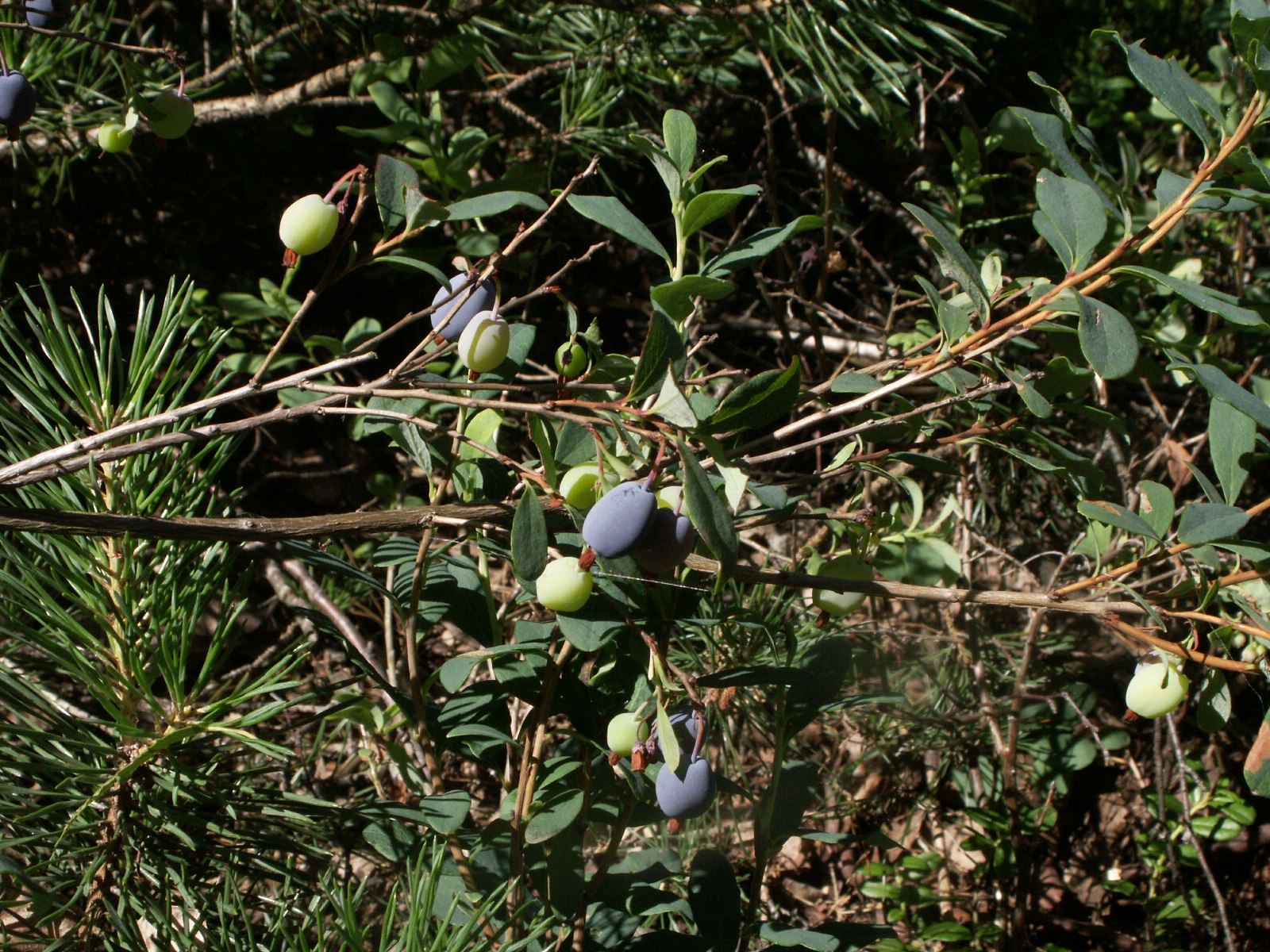
笃斯越橘的生境，成熟和未成熟的果实

笃斯越橘出汁率达80－85%，果汁含糖量80－110克/升，总酸量20－25克/升，鞣质1.5－2.5克/升，但缺点是易令嘴唇、牙齿和皮肤染色，一旦沾上果汁就不易洗掉，需要过几天才能慢慢褪色，不过已有脱色技术应用於笃斯越橘果汁，可以解决这一问题。利用果汁酿制的笃斯果酒颜色紫红，透明清澈，口感酸甜柔和，适合酒量低的人饮用。利用笃斯越橘榨汁後留下的果渣酿制的果醋营养丰富，可以调节代谢平衡，提高人体的解毒和免疫能力，有很强的抗癌作用；其对於酒精的分解能力强，有很好的解酒效果，而且能控制皮肤油脂分泌，有一定的美容护肤效果。笃斯越橘的茎叶鞣质含量达6%，可用於提取栲胶。

### 文化
笃斯越橘是鄂温克族人日常生活中经常食用的野生植物，而且他们还常在食用面食时佐以笃斯熬制成的果酱，而鄂伦春族传统医学也将都柿作为常用植物药使用。
然而近年来，中国东北地区的笃斯越橘资源正在萎缩，原因是由於当地人的过度开采，不过一些地区政府已着手保护笃斯越橘资源。黑龙江省伊春市已於2008年颁布政府令保护笃斯越橘资源，并将每年8月2日－8日定为“小兴安岭笃斯越橘节”，而大兴安岭地区行政公署所在地——黑龙江加格达奇也在2009年8月举办了首届中国国际蓝莓节暨山特产品交易会。黑龙江省大兴安岭地区出产的笃斯越橘被誉为“中国北极蓝莓”，於2009年5月4日正式获得中国国家地理标志保护产品的称号。

## 栽培

### 育苗

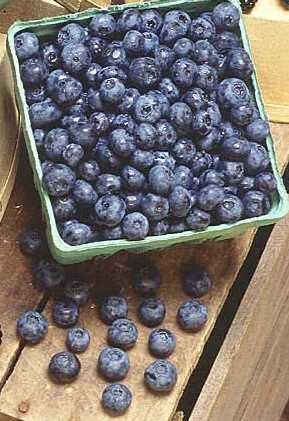
一盒笃斯越橘

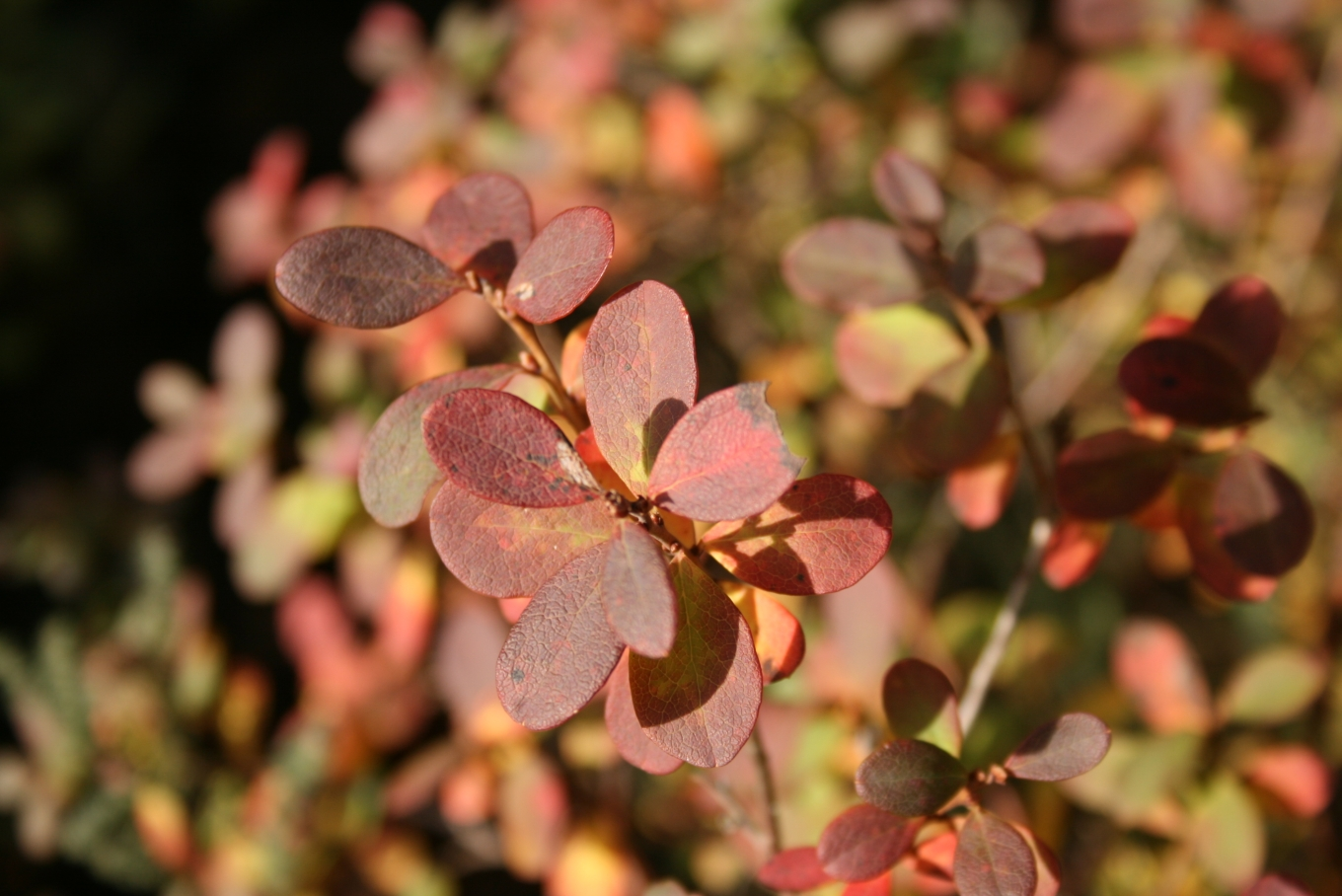
秋季的笃斯越橘叶片

笃斯越橘可通过播种、扦插和植物组织培养栽培，其中最主要的栽培方法是播种。笃斯越橘的种子直接播种出苗率很低，仅为2－3%。在保持湿度的情况下将种子与湿润沙土混合，并在20℃左右的环境下存放15天，然後在4－5℃的环境下存放15天，如此高低温交替进行4次後，5月初在保湿条件下将种子置於25－28℃的恒温箱中8天，如果有30%的种子露白就可以播种，这样就可以提高出苗率。
若采用扦插繁殖，在6月初进行嫩枝扦插成活率较高。使用植物组织培养的方法大量繁殖时，在细胞分裂素的作用下，笃斯越橘与其他植物一样能更快速地增殖，不过其对细胞分裂素的用法和用量要求特殊且较为严格，需使用WPM培养基配合3.0毫克/升浓度的细胞分裂素异戊烯酰嘌呤（2-IP）才能达到最佳效果。

### 播种
播种应选择细致整理的沙土地，清除杂草和石块，而且一定要整理得很平整，播种前3天用0.5%的硫酸亚铁溶液按每平方米4千克的用量喷洒。土壤的适宜pH为4.3－4.8。播种时，每平方米种200粒，均匀播洒，覆土2－3毫米，因为种子十分细小，因此要覆以苇帘，防止风将种子吹走。播种後要将土地浇透一次，之後要减少浇水，而且要用网眼细小的喷壶浇水，不然会冲跑种子。

### 养护与采收

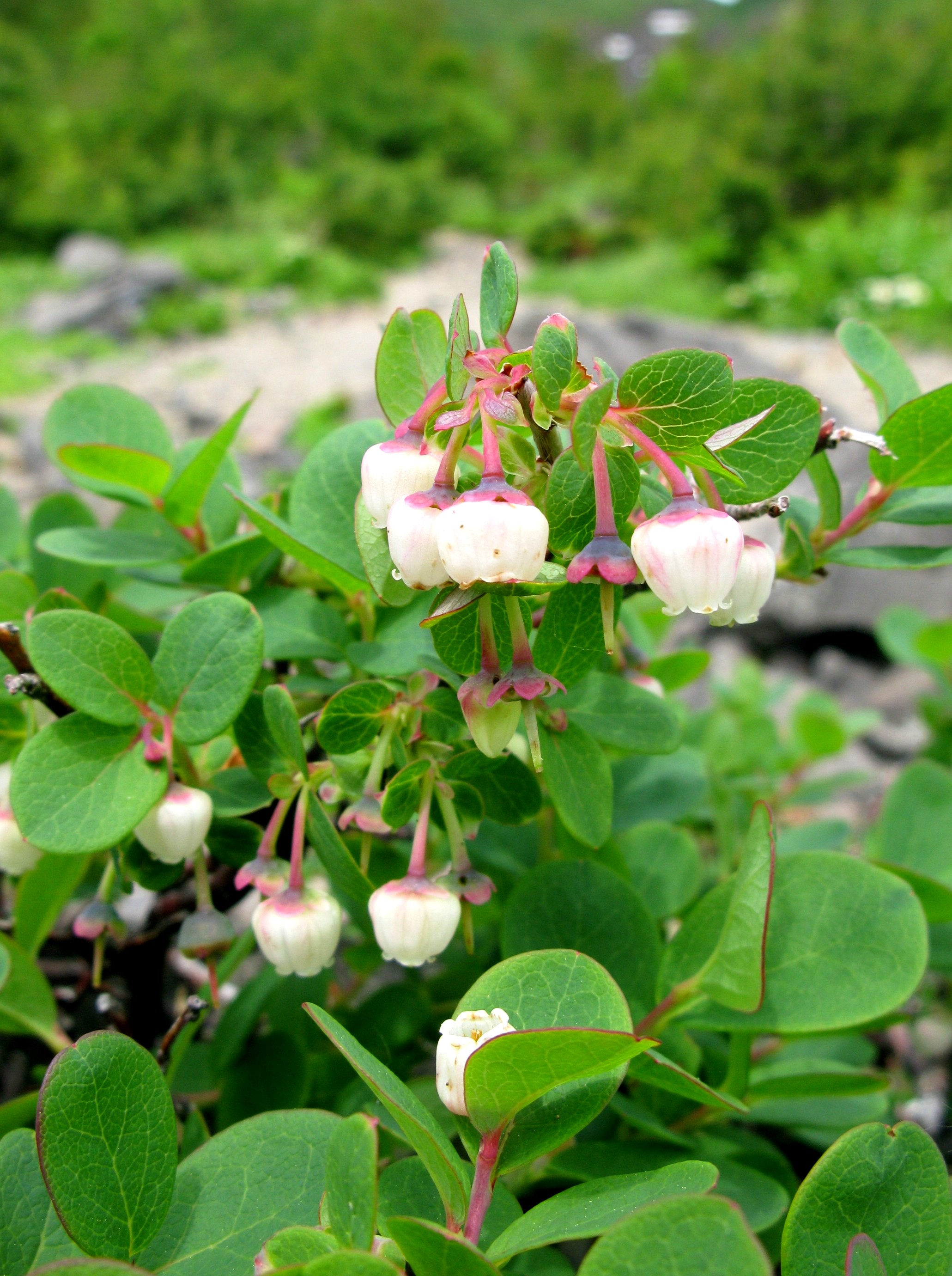
笃斯越橘的花，摄於日本

笃斯越橘的出苗率可达86.5%，苗密度可达每平方米约170株。苗高4－5毫米时撤去苇帘，每日浇水2－3次，并要防止暴晒，除去杂草，保持土壤湿度，进入6－7月後可开始施用复合肥，8月後要较少浇水并停肥，9月初就要停止浇水，减缓苗木生长，使其做好越冬准备，9月中旬开始落叶。笃斯越橘的根茎寿命可达300年左右，但地上茎寿命只有30年左右，而且笃斯越橘3－5年开始结果，6－8年结果能力最强，8年後结果能力下降，盛果期只有5－6年，因此需及时疏枝截枝，去除结果能力差的过劳枝条和残枝，这样可促进花芽分化，增加光照，提高产量，控制树龄。笃斯越橘的果实7月下旬开始改变颜色，8月初果实外被一层白粉表明完全成熟，可以收获，其果实皮薄柔软，因此采摘和保存较为困难，且采收的机械化程度较低。

### 野生资源控制
大面积丛生的笃斯越橘被称为笃斯甸子，冬季时将笃斯越橘的地上部分烧掉的方法称为火剪法，可以使笃斯越橘的产量提高，使果实增大、品质提高，有利於笃斯甸子的形成和扩大，但是使用这种方法时要注意防火。

### 种间杂交品种
笃斯越橘主要的栽培种有“艾朗”（Aron），於1982年春由芬兰MTT农业食品研究所（MTT Agrifood Research Finland）选育，是由笃斯越橘与四倍体高丛蓝莓'Rancocas'杂交後再与'Rancocas'回交得到，优点是抗寒、抗涝能力强，果实比笃斯越橘大，产量高，缺点是花芽生长慢，结果晚，适宜种植於中国长白山、大兴安岭和小兴安岭的沼泽地。